# Salix cyanolimnea
Salix cyanolimnea är en videväxtart som beskrevs av Henry Fletcher Hance. Salix cyanolimnea ingår i släktet viden, och familjen videväxter. Inga underarter finns listade i Catalogue of Life.